# 서울 지장암 자수아미타삼존괘불도 및 복장유물
지장암 자수아미타삼존괘불도 및 복장유물(地藏庵 刺繡阿彌陀三尊掛佛圖 및 服藏遺物)은 서울특별시 종로구 창신동, 지장암에 있는 괘불도 및 복장유물이다. 2012년 5월 3일 서울특별시의 유형문화재 제334호로 지정되었다.

## 개요
자수 아미타괘불도는 561.5cm의 초대형 크기에 제작기간이 2년 6개월(1924.1.18-1926.6.11)이 소요되고 675명의 시주에 의해 조성된 불화로, 3.1운동의 민족 대표 33인 중 한 분인 백용성(1863-1940) 큰 스님이 증명으로 참가하고 보경보현(寶鏡普賢, 1890-1979)이 출초(밑그림)한 불화이다.
이 자수 불화는 왕실수사로 추정되는 수사(繡師) 안근석과 수녀(繡女) 이점순이 수를 놓은 작품으로, 유려한 형태에 격조 높은 궁수의 다양한 기법이 잘 표현되었고, 보존상태가 매우 양호하며 완성도 높은 희귀한 수불이라는 점에서 서울특별시 유형문화재로 지정되었다.

## 같이 보기
- 지장암

## 참고 자료
- 서울 지장암 자수아미타삼존괘불도 및 복장유물 - 국가유산청 국가유산포털